# Maskownica

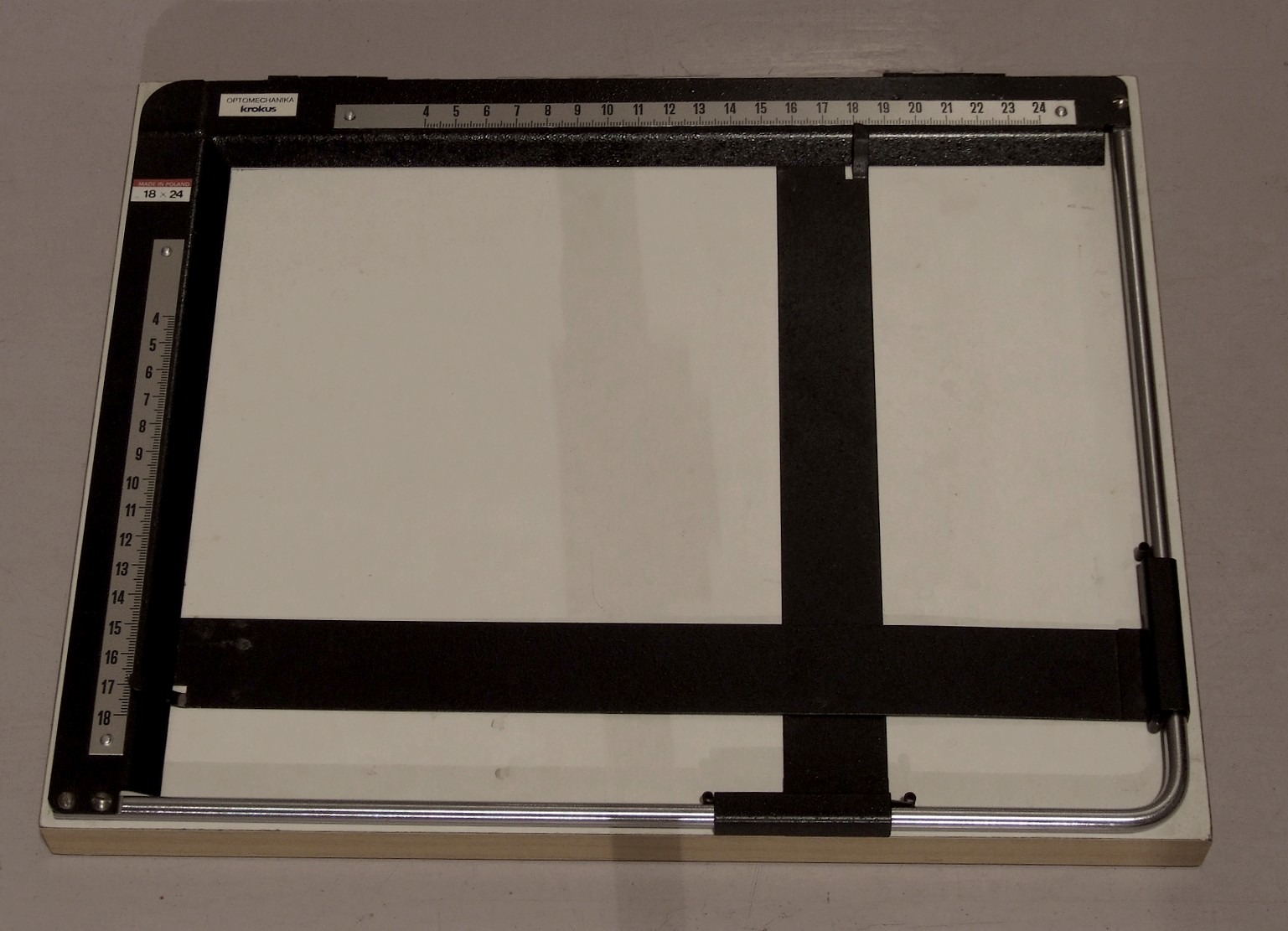
Maskownica

Maskownica – przyrząd służący do unieruchomienia papieru fotograficznego naświetlanego powiększalnikiem, pozwalający uzyskać płaską powierzchnię papieru, a także białe marginesy. Stanowi element wyposażenia ciemni fotograficznej.
Maskownica składa się z podstawy (płyty), do której za pomocą zawiasu przymocowane jest skrzydło z dwoma ruchomymi kurtynami, umożliwiającymi dopasowanie formatu do stosowanego papieru. Najczęściej wyposażona jest w linijki umieszczone w okolicach bieżni kurtynek. Niektóre modele umożliwiają regulację szerokości marginesu (niezależną od ruchomych kurtynek, ale w znacznie mniejszym zakresie).